# Florijan Mićković
Florian Mićković, nacido en 1935 en Bosnia y Herzegovina, es un escultor que reside y trabaja en Mostar y Medjugorje (Bijakovići).

## Datos biográficos
Florijan Mićković nació en Mostar en 1935. Se graduó en la Facultad de Bellas Artes de la Universidad de Zagreb en 1962, en la clase de Antun Augustinčić. Ha sido miembro de la Asociación de las Bellas Artes de Croacia desde 1963, así como de la Asociación de Bellas Artes de Bosnia-Herzegovina. Vive y trabaja como artista independiente en Mostar. Florijan ha participado en exposiciones en la mayor parte de los países de Europa, en África, Estados Unidos y Canadá.
Florijan ha creado trabajos dando continuidad a la tradición y a la modernidad escultórica, convirtiéndose así en parte de la escultura de la actual Bosnia y Herzegovina . Sus intereses y los roles públicos llevados tras su graduación, reflejan una gran variedad de ensayos, mostrando una pericia considerable en la materia y un nivel de creatividad que podría servir como una seña de identidad en el pasado, presente y futuro de sus trabajos.
Por desgracia, en la década de 1990 atrapado por la guerra, no solo su trabajo se vio obstaculizado y retrasado, también perdió su estudio, junto con las piezas que habían estado recogiendo para su exposición individual retrospectiva. Solo se pueden reconstruir en la actualidad fragmentos de su producción artística por medio de la escasa documentación , a menudo dañada. No obstante,Florijan Mićković, ha retomado implacable la actividad después de la guerra , lo que le ha permitido recuperar parte de las pérdidas. Trabajando de forma juvenil en su edad madura, abierto a las nuevas formas de la creación artística y a la experimentación.

### Monumentos y esculturas públicas
- 1961. Mostar, Dr. Safet Mujić
- 1961. Mostar, Šefik Obad
- 1961. Mostar, Jusuf Čevro
- 1961. Mostar, Adem Buć, participante de la Liberación Nacional y héroe nacional de Yugoslavia .
- 1961. Mostar, Ljubo Brešan
- 1961. Robert Bobby Fischer
- 1961. Mostar, Rifat Frenjo, participante de la Liberación Nacional y héroe nacional de Yugoslavia
- 1962. Ljubinje, Novica Domazet

- 1965. Lištica, Ljupko Matijević
- 1974. Mostar, Savo Medan
- 1974. Biograd (Nevesinje), Blagoje Parović(1903—1937), trabajador del calzado, miembro del Buró Político del Comité Central del Partido Comunista y fallecido en la guerra civil española[3]
- 1975. Mostar, Sarajevo,(parque de la ciudad) Hamza Humo (1895-1970), escritor[4]
- 1977. Čitluk, Ivan Krndelj (1888—1941) , Secretario del Sindicato Provincial de Consejo y miembro del Comité Central de Croacia y Eslavonia[5]
- 1978. Sovići, en la Escuela elemental. Džemal Bijedić(1917 - 1977), - Primer ministro de Yugoslavia[6]
- 1978. Imotski (Perića Brijeg - Croacia), Jure Galić –
- 1978. ing. Puba Loose
- 1979. Trsteno, Ante Miljas
- 1980. Mostar, Dr. Lovro Dojmi
- 1980. Mostar, Mladen Balorda (1921 - 1943), segundo comandante del Batallón de Mostar partidista y héroe nacional de Yugoslavia[7] y Hasan Zahirović Laca (1920-1943) , comandante de la compañía en el Batallón de Mostar, décima brigada de choque Herzegovina y héroe nacional de Yugoslavia.[8]
- 1980. Mostar, Mithat Haćam
- 1981. Mostar, en la Escuela superior.Veljko Vlahović(1914- 1975) brigadista yugoslavo e ideólogo comunista[9]
- 1985. Mostar, Mustafa Ćemalović – Ćimba
- 1986. Posušje, Mostar, Dr. Ante Jamnicki
- 1986. Mostar, Salko Pezo
- 1986. Mostar, Zlatka Vuković
- 1986. Mostar, Karlo Batko (1907-1943) , trabajador del metal , comisario político de la Compañía en el Batallón de la Quinta Brigada y héroe nacional de Yugoslavia.[10]
- 1988. Marko Zovko
- 1990. Mujaga Komadina, primer alcalde de Mostar
- 2001. Carlo Afan de Rivera, pintor[11]
- 2002. Meho Sefić, pintor[12]